# Belgische kampioenschappen indoor atletiek 2024
In 2024 werden de Belgische kampioenschappen indoor atletiek Alle Categorieën gehouden op zondag 18 februari in Louvain-la-Neuve.
Tijdens deze kampioenschappen verbeterde Michael Obasuyi het Belgisch record op de 60 m horden van Jonathan N'Senga naar 7,54 s.

## Uitslagen

### 60 m
| rang   | atleet               | prestatie |
| ------ | -------------------- | --------- |
| Goud   | Kobe Vleminckx       | 6,66 s    |
| Zilver | Ward Merckx          | 6,72 s    |
| Brons  | Simon Verherstraeten | 6,74 s    |

| rang   | atlete        | prestatie |
| ------ | ------------- | --------- |
| Goud   | Rani Rosius   | 7,20 s    |
| Zilver | Marine Jehaes | 7,29 s    |
| Brons  | Rani Vincke   | 7,43 s    |

### 200 m
| rang   | atleet           | prestatie |
| ------ | ---------------- | --------- |
| Goud   | Rendel Vermeulen | 21,32 s   |
| Zilver | Camille Snyders  | 21,38 s   |
| Brons  | Victor Hofmans   | 21,47 s   |

| rang   | atlete               | prestatie |
| ------ | -------------------- | --------- |
| Goud   | Imke Vervaet         | 23,56 s   |
| Zilver | Naomi Van den Broeck | 23,63 s   |
| Brons  | Manon Depuydt        | 23,85 s   |

### 400 m
| rang   | atleet            | prestatie |
| ------ | ----------------- | --------- |
| Goud   | Christian Iguacel | 47,24 s   |
| Zilver | Jonathan Sacoor   | 47,25 s   |
| Brons  | Daniel Segers     | 47,53 s   |

| rang   | atlete         | prestatie |
| ------ | -------------- | --------- |
| Goud   | Helena Ponette | 52,63 s   |
| Zilver | Kylie Lambert  | 55,08 s   |
| Brons  | Eline Claeys   | 55,11 s   |

### 800 m
| rang   | atleet             | prestatie |
| ------ | ------------------ | --------- |
| Goud   | Eliott Crestan     | 1.45,20   |
| Zilver | Pieter Sisk        | 1.46,93   |
| Brons  | Timon Inghelbrecht | 1.50,04   |

| rang   | atlete           | prestatie |
| ------ | ---------------- | --------- |
| Goud   | Elise Vanderelst | 2.07,48   |
| Zilver | Rani Baillievier | 2.07,85   |
| Brons  | Liselot Smolders | 2.08,10   |

### 1500 m
| rang   | atleet          | prestatie |
| ------ | --------------- | --------- |
| Goud   | Pieter Claus    | 3.51,86   |
| Zilver | Maxime Delvoie  | 3.53,13   |
| Brons  | Oussama Lonneux | 3.53,32   |

| rang   | atlete          | prestatie |
| ------ | --------------- | --------- |
| Goud   | Lucie Grandjean | 4.24,93   |
| Zilver | Nel Vanopstal   | 4.28,36   |
| Brons  | Lore Quataker   | 4.32,81   |

### 3000 m
| rang   | atleet              | prestatie |
| ------ | ------------------- | --------- |
| Goud   | Antoine Senard      | 7.56,90   |
| Zilver | Simon Jeukenne      | 8.11,71   |
| Brons  | Rayan Vanderpoorten | 8.17,65   |

### 5000 m snelwandelen/3000 m snelwandelen
| rang   | atleet          | prestatie |
| ------ | --------------- | --------- |
| Goud   | Benjamin Leroy  | 26.57,49  |
| Zilver | Peter Van Hove  | 27.04,11  |
| Brons  | Jasper Van Hove | 27.52,78  |

| rang   | atlete            | prestatie |
| ------ | ----------------- | --------- |
| Goud   | Annelies Sarrazin | 16.55,00  |
| Zilver | Liesbet De Smet   | 17.51,92  |
| Brons  | Ellen Piedfort    | 20.54,58  |

### 60 m horden
| rang   | atleet                | prestatie   |
| ------ | --------------------- | ----------- |
| Goud   | Michael Obasuyi       | 7,54 s (NR) |
| Zilver | Elie Bacari           | 7,72 s      |
| Brons  | Nolan Vancauwemberghe | 7,83 s      |

| rang   | atlete           | prestatie |
| ------ | ---------------- | --------- |
| Goud   | Noor Vidts       | 8,27 s    |
| Zilver | Noor Koekelkoren | 8,35 s    |
| Brons  | Laures Bauwens   | 8,40 s    |

### Verspringen
| rang   | atleet            | prestatie |
| ------ | ----------------- | --------- |
| Goud   | Yanni Sampson     | 7,42 m    |
| Zilver | Jeroen Gonnissen  | 7,27 m    |
| Brons  | Jente Hauttekeete | 7,14 m    |

| rang   | atlete             | prestatie |
| ------ | ------------------ | --------- |
| Goud   | Maité Beernaert    | 6,05 m    |
| Zilver | Sara Van Hoyweghen | 5,95 m    |
| Brons  | Hanne Maudens      | 5,94 m    |

### Hink-stap-springen
| rang   | atleet          | prestatie |
| ------ | --------------- | --------- |
| Goud   | Désiré Kingunza | 15,01 m   |
| Zilver | David Boda      | 14,94 m   |
| Brons  | Björn De Decker | 14,69 m   |

| rang   | atlete         | prestatie |
| ------ | -------------- | --------- |
| Goud   | Saliyya Guisse | 12,30 m   |
| Zilver | Elsa Loureiro  | 12,17 m   |
| Brons  | Florence Amon  | 11,87 m   |

### Hoogspringen
| rang   | atleet                  | prestatie |
| ------ | ----------------------- | --------- |
| Goud   | Jef Vermeiren           | 2,10 m    |
| Zilver | Giebe Algoet            | 2,07 m    |
| Zilver | Jos Gamuela Ngamunguela | 2,07 m    |

| rang   | atlete            | prestatie |
| ------ | ----------------- | --------- |
| Goud   | Claire Orcel      | 1,81 m    |
| Zilver | Nicasina Rossaert | 1,79 m    |
| Brons  | Merel Maes        | 1,74 m    |

### Polsstokhoogspringen
| rang   | atleet              | prestatie |
| ------ | ------------------- | --------- |
| Goud   | Robin Bodart        | 5,10 m    |
| Zilver | Thomas Van Nuffelen | 5,00 m    |
| Brons  | Gilles Ory          | 4,80 m    |

| rang   | atlete           | prestatie |
| ------ | ---------------- | --------- |
| Goud   | Elien Vekemans   | 4,30 m    |
| Zilver | Fleur Hooyberghs | 4,05 m    |
| Brons  | Lola Lepère      | 4,05 m    |

### Kogelstoten
| rang   | atleet                | prestatie |
| ------ | --------------------- | --------- |
| Goud   | Kwinten Cools         | 18,27 m   |
| Zilver | Alexander Anthonissen | 17,18 m   |
| Brons  | Andreas De Lathauwer  | 16,54 m   |

| rang   | atlete         | prestatie |
| ------ | -------------- | --------- |
| Goud   | Jolien Boumkwo | 16,97 m   |
| Zilver | Elena Defrère  | 15,92 m   |
| Brons  | Noor Vidts     | 13,75 m   |

1985 ·
1986 ·
1987 ·
1988 ·
1989 ·
1990 ·
1991 ·
1992 ·
1993 .
1994 ·
1995 .
1996 ·
1997 ·
1998 .
1999 ·
2000 .
2001 · 
2002 · 
2003 · 
2004 · 
2005 · 
2006 · 
2007 · 
2008 · 
2009 · 
2010 · 
2011 · 
2012 · 
2013 · 
2014 ·
2015 ·
2016 ·
2017 ·
2018 ·
2019 ·
2020 ·
2021 ·
2022 ·
2023 ·
2024 ·
2025